# Districtul Non Din Daeng
Non Din Daeng (în thailandeză โนนดินแดง) este un district (Amphoe) din provincia Buriram, Thailanda, cu o populație de 26.073 de locuitori și o suprafață de 448,0 km².

## Componență
Districtul este subdivizat în 3 subdistricte (tambon), care sunt subdivizate în 45 de sate (muban).
| Nr. | Nume          | În thailandeză | Sate | Locuitori |  |
| --- | ------------- | -------------- | ---- | --------- |  |
| 1.  | Non Din Daeng | โนนดินแดง       | 25   | 11,991    |  |
| 2.  | Som Poi       | ส้มป่อย          | 7    | 4,393     |  |
| 3.  | Lam Nang Rong | ลำนางรอง       | 13   | 9,689     |  |